# Holcomb Glacier
Holcomb Glacier är en glaciär i Antarktis. Den ligger i Västantarktis. Inget land gör anspråk på området. Holcomb Glacier ligger 239 meter över havet.
Terrängen runt Holcomb Glacier är kuperad österut, men västerut är den platt. Trakten är obefolkad. Det finns inga samhällen i närheten.